# Personaggi di Rinne
Questo è un elenco dei personaggi principali e secondari nella serie manga e anime Rinne, creata da Rumiko Takahashi.

## Protagonisti

### Rinne Rokudo
Rinne Rokudo (六道 りんね?, Rokudō Rinne) è il protagonista della storia, ossia un ragazzo per metà umano e metà shinigami ("dio della morte"), che risiede nel mondo terreno nonostante l'invito di sua nonna paterna di andare vivere con lei dall'altra parte. Rinne ha vissuto con suo nonno paterno fino alla sua morte, e dopo si è trasferito abusivamente in un edificio scolastico abbandonato. Compie i doveri di shinigami per ripagare un debito ereditato, facendo uso di attrezzi a basso costo, di cui un vero shinigami non avrebbe bisogno. Possiede anche il soprabito Yomi no Haori (黄泉の羽織? lett. "Haori dell'altro mondo" o "Haori della terra dei morti"), che gli permette di non essere visto dai comuni mortali, mentre, se indossata al contrario, converte i fantasmi in esseri solidi.

Rinne Rokudo e Sakura Mamiya nella scena finale della prima sigla di apertura.

Dopo la morte del nonno umano vive nelle strettezze e quindi è estremamente sensibile al valore del denaro, perdendo la testa di fronte ad offerte di denaro anche molto modeste, o quando gli viene offerto del cibo o riceve in regalo oggetti comunissimi. Essendo sempre a corto di soldi, Rinne ha impiantato un'attività di assistenza nei confronti dei compagni di scuola, o di chiunque richieda il suo intervento tramite lettere lasciate nella capannina meteorologica fuori uso nel giardino della scuola, in cambio di offerte in denaro o in cibo, per lo più irrisorie, da parte degli studenti della scuola, preferendo non spendere soldi per affitto, uniformi scolastiche (indossa invariabilmente una tuta ginnica delle scuole medie) o altre necessità comuni. Il debito che cerca di estinguere è causato da suo padre.
Il nome del protagonista deriva da "Rinne" (lett. "Reincarnazione"), il circolo della resurrezione, presente nel Buddismo, e da I sei mondi (Rokudo) e i sei percorsi che lo comprendono.
Doppiato da Kaito Ishikawa.

### Sakura Mamiya
Sakura Mamiya (真宮 桜?, Mamiya Sakura) è la narratrice e coprotagonista della serie. Dopo essere finita da bambina nel mondo degli spiriti per via di un damashigami ("dio dell'inganno") che voleva prendersi la sua anima, ha mangiato una caramella, per poi essere riportata indietro da Tamako, la nonna paterna di Rinne.
Grazie a ciò, Sakura può vedere i fantasmi e gli altri esseri spirituali, tra cui Rinne quando indossa l'Haori, tanto da non rimanere mai spaventata dalle apparizioni demoniache di Rokumon, essendosi ormai abituata al soprannaturale. Per questo, aiuta molte volte Rinne a risolvere i casi di spiriti che non riescono a raggiungere il Nirvana, di solito a causa di rimpianti che li tengono ancora legati al mondo terreno.
È una ragazza calma e tranquilla e non perde mai il suo sangue freddo. Sua madre è casalinga e suo padre lavora in una banca. Sua nonna vive da sola in una casa sulle montagne fuori città.
Doppiata da Marina Inoue.

## Personaggi secondari

### Tsubasa Jumonji
Tsubasa Jumonji (十文字 翼?, Jūmonji Tsubasa) è un giovane esorcista che si trasferisce nella stessa scuola di Sakura e Rinne. Essendo innamorato di Sakura da sempre, considera Rinne un suo grande rivale, sia nell'amore sia nel lavoro, dato che per la sua vicinanza ai due, si ritrova spesso ad aiutarli con gli spiriti. Doppiato da Ryōhei Kimura.

### Tamako
Tamako (魂子?) è la nonna paterna di Rinne, la quale detesta sentirsi chiamare in questo modo poiché, essendo una shinigami, non invecchia mai. Dopo essersi invaghita di un uomo morente, riesce ad allungargli la vita e a sposarlo. Per ottenere ciò, ha sottoscritto l'impegno di svolgere più laboriosamente il lavoro di shinigami, impegno che non riesce ad assolvere, provocando quindi il debito che suo figlio, padre del protagonista, avrebbe dovuto rimborsare. È la shinigami che salvò Sakura quando, da bambina, si perse nel bosco e finì nel Kyōkai ("mondo degli spiriti"). Naturalmente, essendo la madre di suo padre, Rinne non può che chiamarla "nonna", così deve sempre subire la sua ira e ritrovarsi con le tempie strofinate a pugni, come anche tutti coloro che le danno della vecchia. Doppiata da Satsuki Yukino.

### Ageha
Ageha (鳳?) è una giovane shinigami come Rinne che si invaghisce di quest'ultimo, il quale però non sembra ricambiarla. Ha una sorella maggiore che è scomparsa misteriosamente combattendo contro i damashigami. In seguito, scopre che è diventata la segretaria, nonché una delle ragazze, del capo di questi, ovvero il padre di Rinne. A differenza di Rinne è estremamente facoltosa e le capita spesso di spendere grosse somme a sproposito. Una "gag" ricorrente vede Ageha essere l'unica ad acquistare oggetti evidentemente inutili o falsi per prezzi altissimi. Doppiata da Rie Murakawa.

### Shoma
Shoma (翔真?) è un bambino che frequenta la classe 5-1 della scuola elementare degli shinigami. Viene ospitato da Rinne durante il suo tirocinio ma, essendo un bambino ricco, è disgustato dalla vita di stenti del protagonista. Doppiato da Yūko Sanpei.

### Refuto
Refuto (零不兎?), conosciuto anche con il nome di Mikazukisai IV (四代目・三日月斎?), gestisce il Mikazukido, un negozio di forgiatura, arrotatura e manutenzione delle falci. Nonostante sua sorella dica che sia molto bravo nel suo mestiere, Refuto si comporta in maniera maleducata nei confronti dei suoi clienti, soprattutto con Rinne, che definisce più volte "Pezzente". Doppiato da Katsuyuki Konishi.

### Raito
Raito (来兎?) è la sorella gemella maggiore di Refuto. Si occupa di sponsorizzare il Mikazukido, cercando di abbindolare i clienti (soprattutto Rinne) con prezzi scontati o omaggi. Doppiata da Shizuka Itō.

### Matsugo
Matsugo (沫悟?) era compagno di classe di Rinne ai tempi delle elementari. Rinne gli salvò la vita e Matsugo si innamorò di lui (anche se lui la definisce una semplice amicizia). Tuttavia, a causa di un equivoco, credeva che Rinne lo avesse spinto in un fiume e serbava rancore nei suoi confronti. In realtà, Rinne lo aveva spinto nel fiume perché Matsugo si era bagnato i pantaloni e quindi voleva evitare che venisse preso in giro. Tuttavia, Rinne aveva rimosso questo ricordo sia da se stesso che dal suo compagno grazie alle sfere della dimenticanza. Doppiato da Taishi Murata.

### Hitomi Annette Anematsuri
Hitomi Annette Anematsuri (姉祭・アネット・瞳?, Anematsuri Anetto Hitomi) è insegnante nella classe di Rinne e Sakura, per un quarto francese e discendente di una strega. È in possesso della Sfera Sbirciante, una sfera molto preziosa che le permette di predire il futuro o di vedere il passato. Doppiata da Miyuki Sawashiro.

### Otome Rokudo
Otome Rokudo (六道 乙女?, Rokudō Otome) è la madre di Rinne (shinigami anch'essa), accidentalmente reincarnatasi in una bambina. Doppiata da Megumi Hayashibara.

## Stirpe dei Gatti Neri

### Rokumon
Rokumon (六文?) è un gatto nero da contratto dell'aldilà, il cui compito è quello di aiutare uno shinigami a compiere il proprio mestiere. All'inizio della serie, passa al servizio di Rinne accontentandosi di una misera paga. Per questo condivide l'atteggiamento del suo padrone di fronte a somme di denaro anche modestissime o ad offerte di cibo gratis. Può trasformarsi in un'enorme testa di gatto volante che ricorda i bakeneko ("demone gatto") delle antiche stampe giapponesi. Doppiato da Hitomi Nabatame.

### Oboro
Oboro (朧?) è un gatto nero a servizio di Ageha. I due non vanno affatto d'accordo, ma il gatto non lascia il posto in quanto percepisce uno stipendio di ben cinquecentomila yen (quasi cinquemila euro) al mese. Doppiato da Yoshitsugu Matsuoka.

### Suzu
Suzu (鈴?) è una gatta nera al servizio di Kain che, essendo molto povero, non può permettersi di meglio. Si comporta come una bambina ma molto spesso le sue azioni infantili favoriscono lo Shirushigami. Doppiata da Suzuko Mimori.

### Kurosu
Kurosu (黒洲?) è un gatto nero di Shoma, ma solo dalle nove del mattino fino alle cinque del pomeriggio. Durante l'orario di lavoro si comporta come una sorta di maggiordomo ma in realtà detesta il suo padroncino. È al sesto dan dei gatti neri e padroneggia l'arte illusoria del Gatto Nero, con la quale può appunto creare delle illusioni tramite un bastone a forma di zampa di gatto. Doppiato da Akira Ishida.

### Kuromitsu
Kuromitsu (黒蜜?) è una gatta nera al servizio di Matsugo. Sembra molto fedele al suo padrone. Doppiata da Yumi Uchiyama.

## Antagonisti principali

### Sabato Rokudo
Sabato Rokudo (六道 奢覇都?, Rokudō Sabato) è il padre di Rinne e il figlio di Tamako, ossia un uomo egoista che usa i soldi del figlio per gestire la Damashigami Company, una ditta illegale di sua proprietà, nonché per mantenere centinaia di donne damashigami. Non è mai stato presente all'infanzia di Rinne e solo una volta si è fatto beccare da lui, quando era piccolo, mentre rubava i suoi risparmi, inventandosi come scusa che sua madre era morta, anche se in realtà non si sa niente di lei. Ha molti Damashigami al suo servizio. Doppiato da Kappei Yamaguchi.

### Masato
Masato (魔狭人?) è un diavolo perennemente assetato di vendetta nei confronti di Rinne per via di una disputa avvenuta ai tempi delle elementari. Doppiato da Tetsuya Kakihara.

### Kain
Kain (架印?) è uno shirushigami ("dio del necrologio"), il suo compito è quello di controllare la durata delle vite mortali e assicurarsi che esse non finiscano prima del tempo. Sabato Rokudo ha ingannato sua madre, riempiendola di debiti, e per questo motivo Kain ce l'ha sia con il presidente della Damashigami Company sia con suo figlio, ovvero Rinne. Doppiato da Sōma Saitō.

### Renge Shima
Renge Shima (四魔 れんげ?, Shima Renge) è una giovane damashigami divenuta tale suo malgrado, proprio a causa del suo presidente. Nonostante ciò, esegue il suo lavoro diligentemente. È innamorata di Kain, suo senpai ai tempi delle medie, ma non ha il coraggio di dirgli che è diventata una damashigami. Doppiata da Shizuka Ishigami.